# رحلات الفضاء في عام 2025
المهمة ارتميس 3 هي واحدة من اهم مهام و التي من المقرر أن تنقل مهمة أرتميس 3 رواد فضاء إلى قطب القمر الجنوبي في عام 2025. توثق هذه المقالة أحداث الرحلات الفضائية البارزة خلال عام 2025.
في عام 2025، من المتوقع أن يطلق برنامج ارتميس التابع لناسا مهمة ارتميس 3، والتي ستنزل رواد الفضاء بالقرب من القطب الجنوبي للقمر. من المتوقع أن تكون أول مهمة تهبط على سطح القمر منذ عام 1972. حيث تخطط روسيا اطلاق سبيكتر- يو في (مرصد الفضاء العالمي-فوق البنفسجي)، وهو تلسكوب فضائي ستطوره دول متعددة. اما الصين فهي تخطط لانشاء مرصد الأشعة السينية eXTP بالإضافة لإطلاق مسبار الكويكب والمذنب ZhengHe.
اعتبارًا من عام 2021، من المقرر أن تنتهي مهمة مركبة الفضاء جونو التي تدور حول كوكب المشتري في موعد لا يتجاوز سبتمبر 2025، وقد صرحت وكالة فضاء ناسا أن المهمة قد تنتهي قريبًا اعتمادًا على الضرر المحتمل من أحزمة الإشعاع الخاصة بالنظام أثناء التحليق بالقرب من يوروبا في عام 2022، و Io في 2023 و2024.

## عمليات الإطلاق المدارية
← يناير
فبراير
مارس
أبريل
قد
يونيو
يوليو
أغسطس
سبتمبر
أكتوبر
نوفمبر
ديسمبر →

## موعد الفضاء السحيق
| التاريخ (UTC) | مركبة فضائية | حدث                                                              | ملاحظات |
| ------------- | ------------ | ---------------------------------------------------------------- | ------- |
| 9 يناير       | BepiColombo  | سادس الجاذبية يساعد في عطارد                                     |         |
| 20 أبريل      | لوسي         | Flyby من الكويكب 522 الأنشطة خارج المركبة (EVAs) المستهدف 922 كم |         |
| 5 ديسمبر      | BepiColombo  | إدراج المدار المحكم في عطارد                                     |         |